# Gai Sedaci Florus
Gai Sedaci Florus (en llatí: Gaius Sedatius Florus; n. entrant el segle ii) va ser un jurista i secretari de l'administració del Port dels Namnetes (modern Nantes) amb Marc Gemel·li Segon a començament del segle ii.
Era membre de la gens Sedàcia, i podria haver estat un parent, tot i que d'una branca més humil, del senador Marc Sedaci Severià; o altrament podria haver estat un client de Severià, o fins i tot un esclau emancipat.